# Анастасій Синаїт
Анастасій Синаїт (грец. Αναστάσιος Σιναΐτης; 630, Александрія — 701, Монастир святої Катерини) — ігумен Синайського монастиря, шанується в лику преподобних, пам'ять у православній церкві відбувається 20 квітня (за юліанським календарем), у католицькій церкві — 21 квітня.

## Життєпис
Народився близько 640 року на острові Кіпр у місті Аматус, де і жив досить довго. В юності він отримав чудову світську освіту, яке завершив вивченням богослов'я. Уже в юності, ймовірно ще живучи в рідних місцях, преподобний Анастасій прийняв чернецтво, а потім вирушив ло Єрусалима, звідти перейшов до Єгипту і оселився на горі Синай. У той час ігуменом монастиря святої Катерини був преподобний Іоанн Ліствичник, а потім його брат Георгій. Після святого Георгія ігуменом став преподобний Анастасій, від чого він і отримав іменування Синаїт.
VII століття, в якому жив і працював преподобний Анастасій Синаїт, було століттям догматичних суперечок, і в них преподобний Анастасій брав безпосередню участь. Він зробив великі місіонерські подорожі Єгиптом, Палестиною, Аравією, можливо Сирією, де своєю проповіддю активно боровся з монофізитами (особливо з сектою акефалів), монофелітами, северіанами, феодосіанами і іншими єретиками, в тому числі і з тільки що з'явилися тоді мусульманами, щодо яких преподобний робив у своїх працях замітки про те, як розмовляти з ними.
Преподобний Анастасій Синаїт все своє довге життя провів в молитвах і подвижницьких працях. Рік його смерті точно невідомий: близько 686 або 700 року або навіть на початку VIII століття. Достеменно відомо лише те, що він пережив перемогу православ'я над єрессю монофелітства, коли її прихильники були засуджені на Шостому Вселенському соборі (680–681 роки). Останні дослідження говорять, що смерть преподобного Анастасія була не раніше 701 року.